# Imbituba
Imbituba is een gemeente in de Braziliaanse deelstaat Santa Catarina. De gemeente telt 38.882 inwoners (schatting 2009).

## Verkeer en vervoer
De plaats ligt aan de noord-zuidlopende weg BR-101 tussen Touros en São José do Norte. Daarnaast ligt ze aan de weg SC-437.

## Geboren
- Jorge Luiz Frello (1991), voetballer